# Route 321 (Nouvelle-Écosse)
Pour les articles homonymes, voir Route 321.
La route 321 est une route secondaire de la Nouvelle-Écosse d'orientation nord-est/sud-ouest située dans le nord-ouest de la province, dans le Comté de Cumberland. Elle est une route moyennement empruntée, reliant Springhill à Port Philip, passant par Oxford. De plus, elle mesure 39 kilomètres, et est une route asphaltée sur l'entièreté de son tracé.

## Tracé
La route 321 débute à Springhill, sur la route 2. Elle se dirige vers l'est sur une quinzaine de kilomètres. Elle croise ensuite la route 104, la Route Transcanadienne, à sa sortie 6, au sud d'Oxford, puis elle traverse la ville en étant la rue principale. Elle quitte la ville par le nord-est, alors qu'elle suit la rive est de la rivière Philip pour le reste de son parcours, sur une quinzaine de kilomètres. Elle se termine à Port Philip, sur la route 6.

## Communautés traversées

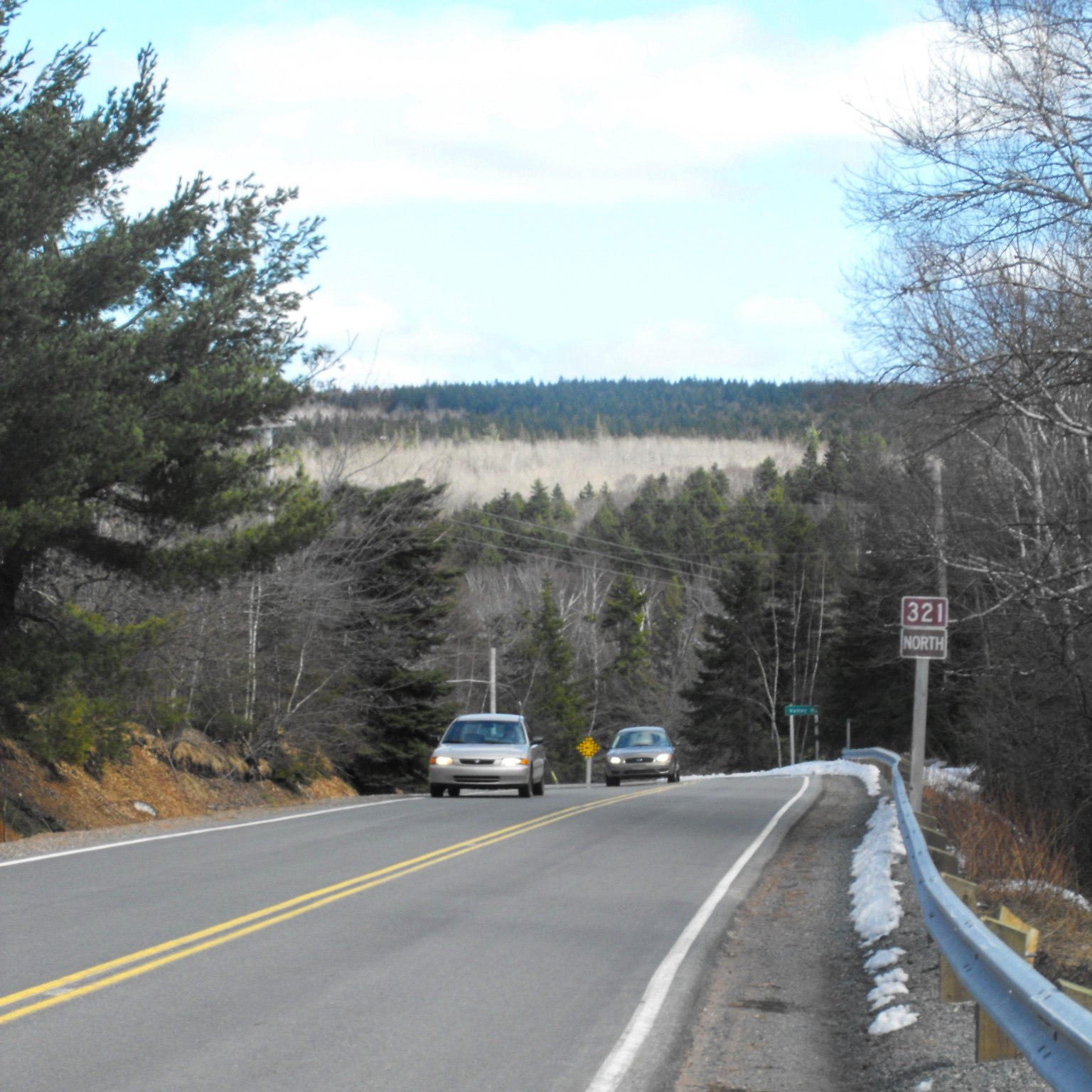
La route 321 à Roslin.

1. Springhill
2. Salt Springs
3. Valley Road
4. River Philip
5. Oxford Junction
6. Oxford
7. Roslin
8. Rockley
9. Port Philip